# Ko Sarneel
Jacobus Bernardus Maria (Ko) Sarneel (Wouw, 14 augustus 1920 – Beek (Limburg), 21 april 2012) was een Nederlands beeldend kunstenaar en kunstcriticus.

## Levensloop
Sarneel was zoon van Maria Hendrica Josepha Roozen enAlphonsus Jacobus Sarneel, schoolhoofd te Wouw. Hijzelf was later getrouwd met kantoorbediende Algonda (Carla) van Beusekom (geboren 1925). Dochter Lucy Sarneel (1961-2020) werd sieradenontwerper.
Vader zag vanwege onzekere inkomsten niets in een leven binnen de kunsten en liet hem de bètakant volgen aan het gymnasium. De bedoeling was dat hij arts zou worden. In plaats voor die studie te gaan schreef hij zich in voor de Koninklijke Academie voor Kunst en Vormgeving in Den Bosch. Van daaruit schreef hij zich in bij de Rijksakademie van beeldende kunsten in Amsterdam. Dat liep in eerste instantie op niets uit toen de Tweede Wereldoorlog uitbrak. Hij ging naar Eindhoven, waar hij enige tijd ging werken bij en met Charles Eyck, die het talent in Sarneel zag en hem inschakelde bij een van de wandschilderingen in de Theresiakerk. Na de oorlog trok hij weer naar het opleidingsinstituut in Amsterdam. 
Sarneel studeerde in 1949 in Amsterdam af en kreeg vrijwel direct de Prix de Rome zilveren medaille. Hij bleef enkele jaren vanuit Amsterdam werken. In 1955 verhuisde Sarneel met zijn vrouw - hij was inmiddels getrouwd - naar Tilburg; zijn vader kreeg deels gelijk. Hij begon voor een inkomensbasis met lesgaven aan middelbare scholen en de kweekschool aldaar. Twee jaar later vertrok hij naar Maastricht en begon er les te geven aan de Jan van Eyck Academie; eerst moest er nog een basisklas komen, die hij daarom (mede)oprichtte. Hij zou er uitgroeien tot een hoogleraarschap (professor). Hij gaf ook les aan de Bouwacademie en Academie voor Cultureel Esthetische Vorming, beide in Maastricht. 
Naast zijn reguliere werk was Sarneel ook kunstcriticus en illustrator voor De Linie en De Maasbode. In vervolg daarop hield hij radiopraatjes over kunst op Regionale Omroep Zuid, een voorloper van L1. 
Zijn laatste levensjaren woonde hij in Beek. Sarneel werd 91 jaar oud.